# Qezel Qabr
Qezel Qabr (persiska: قزل قبر) är en ort i Iran.   Den ligger i provinsen Västazarbaijan, i den nordvästra delen av landet, 400 km väster om huvudstaden Teheran. Qezel Qabr ligger 1 661 meter över havet och antalet invånare är 146.
Terrängen runt Qezel Qabr är kuperad, och sluttar västerut. Runt Qezel Qabr är det ganska glesbefolkat, med 47 invånare per kvadratkilometer. Närmaste större samhälle är Shāhīn Dezh, 13,5 km nordväst om Qezel Qabr. Trakten runt Qezel Qabr består i huvudsak av gräsmarker.